# Sergij (patriarcha moskevský)
Sergij (světským jménem: Ivan Nikolajevič Stragorodskij; 23. ledna 1867, Arzamas – 15. května 1944, Moskva) byl biskup Ruské pravoslavné církve a patriarcha moskevský a celé Rusi.

## Život

### Raná léta
Narodil se 23. ledna 1867 v Arzamasu v Nižněnovgorodské gubernii v rodině protojereje Nikolaje Stragorodského, od kterého získal církevní výchovu. Počáteční vzdělání získal na farní škole a následně na Arzamaském duchovním učilišti. V roce 1886 absolvoval Nižněnovgorodský duchovní seminář a vstoupil na Petrohradskou duchovní akademii.
Dne 11. února 1890 byl na Valaamu postřižen na monacha se jménem Sergij na počest svatého Sergije Valaamského. Jako student 4. ročníku na akademii byl 21. dubna 1890 rukopoložen na jeromonacha.
Dne 9. května 1890 promoval na akademii a titulem kandidáta bohosloví. Jeho diplomová práce zněla Pravoslavné učení o víře a dobrých skutcích.
Dne 13. června byl přidělen k Ruské pravoslavné misii v Japonsku. Její šéf biskup Nikolaj (Kasatkin) si do svého deníku napsal že otec Sergij dorazil 22. října a zdál se být dobrý člověkem, který se rychle chtěl naučit japonsky. Sloužil v pravoslavné modlitebně v Kjótu a učil na Tokijském duchovním semináři.
V prosinci 1891 byl jmenován knězem 1. pancéřového křižníku Pamjať Azova.
Roku 1893 se stal sistentem katedry Svatého písma Petrohradské duchovní akademie.
Dne 13. prosince 1893 byl jmenován inspektorem Moskevské duchovní akademie.
Dne 21. září 1894 byl povýšen na archimandritu a byl jmenován představeným chrámu Svaté Trojice v Athénách, který sloužil ruskému velvyslanectví.
Za svou disertační práci Pravoslavná nauka o spáse mu byl udělen titul magistra teologie.
Roku 1897 byl podruhé jmenován do Japonska a to jako asistent vedoucího misie ale podle metropolity Jevlogije (Georgijevského) nevydržel tvrdý režim a musel se vrátit do Ruska.
Dne 29. července 1899 byl jmenován rektorem Petrohradského duchovního semináře a 6. října téhož roku inspektorem Petrohradské duchovní akademie. Od 21. ledna 1901 byl rektorem téže duchovní akademie.

### Biskupská služba
Dne 25. února 1901 byl vysvěcen na biskupa jamburgského a vikáře petrohradské eparchie. Světiteli byli metropolita petrohradský Antonij (Vadkovskij), metropolita kyjevský Feognost (Lebeděv), metropolita moskevský Vladimir (Bogojavlenskij), arcibiskup cholmský a varšavský Ieronim (Ekzempljarskij), biskup kišiněvský Iakov (Pjatnickij), biskup Boris (Plotnikov), biskup gdovský Veniamin (Muratovskij), biskup narvský Nikon (Sofijskij) a biskup sarapulský Vladimir (Blagorazumov).
Od listopadu 1901 do dubna 1903 vedl náboženská a filozofická setkání zástupců kléru a veřejnosti, vytvořená z iniciativy řady osobností tvůrčí inteligence k projednání problému vztahu mezi církví, inteligencí a státem.
Dne 6. října 1905 schválil car Nikolaj II. Alexandrovič volbu biskupa Sergija za arcibiskupa finského a vyborgského.
V roce 1906 se zúčastnil zasedání Nejsvětějšího synodu, předsedal vzdělávacímu výboru a stal se čestným členem Petrohradské duchovní akademie.
V roce 1907 stál v čele komise vytvořené Nejsvětějším synodem pro opravu liturgických knih, které se podařilo vydat nové vydání triodu, připravit nové vydání osmoglasniku či anfologionu.
Dne 6. května 1911 se stal členem Nejsvětějšího synodu a 1. března 1912 byl carem schválen jako předseda nově zřízené Předkoncilní konference.
Dne 6. května 1912 mu bylo uděleno právo nosit diamantový kříž na klobuku.
Dne 4. dubna 1913 byl jmenován předsedou Misijní rady a 14. ledna 1915 byl na vlastní žádost zproštěn funkce předsedy této řady.
Dne 10. srpna 1917 byl dekretem č. 4961 Nejsvětějšího synodu schválen jako arcibiskup vladimirský a šujský. Stal se nástupcem odvolaného arcibiskupa Alexije (Dorodnicyna), který byl odvolán např. pro hrubé zacházení s duchovními.
Byl členem Místního soboru Ruské pravoslavné církve (1917-1918).
Dne 28. listopadu 1917 byl povýšen na metropolitu a 7. prosince byl znovu zvolen členem Nejsvětějšího synodu. Dělil se o třetí místo v počtu odevzdaných hlasů pro něj s arcibiskupy Anastasijem (Gribanovským) a Jevlogijem (Georgijevským). V prosinci 1917 byl zvolen členem Všeruského ústavodárného shromáždění za nižněnovgorodský okruh. Práce v shromáždění se nezúčastnil.
V lednu 1921 byl metropolita Sergij zatčen a strávil několik měsíců ve věznici Butyrka. Na Velikonoce byl propuštěn. Je známo, že se za něj zaručil monach Vladimir (Puťata), který byl zbaven arcibiskupské hodnosti. Po zasedání synodu na kterém bylo Puťatovi odepřeno navrácení hodnosti byl metropolita Sergij vyhoštěn do Nižního Novgorodu.
Dne 16. června 1922 metropolita Sergij spolu s nižněnovgorodským arcibiskupem Jevdokijem (Meščerským) a arcibiskupem kostromským Serafimem (Meščerjakovem) veřejně uznali Prozatímní církevní správu renovačního schizmatu.
Metropolita však navzdory uznání správy naznačil, že jméno patriarchy Tichona by se mělo v jeho eparchii připomínat.
Metropolita nebyl zastáncem renovačních reforem. Ve dnech 6-17. srpna 1922 se v Moskvě konal Všeruský kongres bílého duchovenstva a laiků Živá církev, na kterém byl přijat program renovačních reforem, jako bylo zavedení manželského episkopátu a druhé manželství duchovenstva. Metropolita Sergij se postavil proti těmto rozhodnutím. Dne 25. srpna 1922 se obrátil na Prozatímní církevní správu s protestním dopisem proti nekanonickým inovacím. Vytvořil seznam kanonických pravidel, která renovátoři svými rozhodnutími porušili. Uvedl, že tyto inovace nebudou v jeho eparchii přijaty. Dopis metropolity Sergia byl však správou ignorován.
Dne 23. října 1922 oznámil ukončení církevního společenství s představiteli „nové demokratické církve“ a opustil jimi vytvořenou Vyšší církevní správu. Dne 13. září 1922 metropolita Sergij přerušil vztahy s Prozatímní církevní správou. Vladimirská eparchie v čele s metropolitou Sergiem tak přešla na autokefální správu.
Dne 27. srpna 1923 činil pokání. Obřad pokání, na rozdíl od toho který přinášela většina ostatních biskupů, se konal veřejně na liturgii v Donském monastýru na svátek Zesnutí přesvaté Bohorodice. Patriarchou Tichonem byl přijat zpět do lůna církve.
Po pokání a přijetí zpět do církve žil nějakou dobu v Moskvě, kde komunikoval s členy synodu a i jiným duchovenstvem.
Dne 18. března 1924 se stal metropolitou nižněnovgorodským.

### Locum tenens
Poté, co byl 10. prosince 1925 zatčen metropolita a patriarchální locum tenens Petr (Poljanskij), se metropolita Sergij stal jeho nástupcem. V očekávání jeho zatčení sepsal dne 6. prosince metropolita Petr testament ve kterém svěřuje dočasnou správu ve funkci locum tenens metropolitovi Sergijovi. V testamentu také připomněl, že je stále povinné zmiňovat jeho jméno během bohoslužby.
Vladyka Sergij dne 14. prosince 1925 informoval biskupa klinského a vikáře moskevské eparchie Gavriila (Krasnovského) o svém převzetí povinností patriarchálního locum tenens a požádal ho, aby o tom byli informováni všichni biskupové v Moskvě.
Podpořil arcibiskupa Ilariona (Troického), který se nacházel v Soloveckém táboru zvláštního určení, který se chopil iniciativy zvolit patriarchu sběrem podpisů od biskupů, kvůli nemožnosti svolat sobor. Arcibiskup Hilarion navrhl na patriarchální trůn metropolitu Kirilla (Smirnova), který se nacházel v exilu ale brzy se měl vrátit domů. Praktickou realizaci voleb vedl biskup rylský Pavlin (Krošečkin) se svými pomocníky jeromonachem Tavrionem (Batozským) a laiky otcem a synem Kuvšinovovými. Během krátké doby putovali po místech exilu biskupů a nasbírali 72 podpisů.
V listopadu 1926 byl metropolita znovu zatčen na základě obvinění ze spojení s emigrací a přípravy na uspořádání nezákonných voleb patriarchy. Zatčení bylo použito k nátlaku aby byl donucen zveřejnit výzvu k církvi ve znění nezbytném pro úřady. Povinností patriarchálního locum tenens měli být převedeny na petrohradského metropolitu Iosifa (Petrovyche) ale ten je předal ugličskému arcibiskupovi Serafimu (Samojlovičovi).
Dne 27. března 1927 se vrátil Dos služby locum tenens. Výsledkem zatčení a dalšího nátlaku na něj i na patriarchální církev, která se v té době z pohledu „sovětského práva“ nacházela „v ilegálním postavení“, bylo zveřejnění dokumentu známého jako „Prohlášení metropolity Sergia“, zveřejněné 29. července 1927, v němž se uvádí skutečnost sabotážních aktivit „našich cizích nepřátel“, v souvislosti s nimiž je zvláště důležité „nyní ukázat, že my, církevní představitelé nejsme s nepřáteli našeho sovětského státu ani nejsme nástroji jejich intrik, ale jsme s našimi lidmi a vládou."
Roku 1927 začali výrazné protesty duchovních a to poté, co Prozatímní patriarchální synod pod tlakem úřadů začal posílat exilové biskupy do důchodu a byly jmenováni na jejich místa noví biskupové. Někteří představitelé episkopátu a duchovenstva z důvodu těchto akcí přerušili společenství s metropolitou Sergijem a připomínali na bohoslužbách jen metropolitu Petra (Poljanského). Úřady chtěli také docílit přesunu metropolity Iosifa (Petrovyche) z leningradské eparchie do Oděsy. Za to že metropolita Sergij umožnil úřadům zasahovat do personální politiky byl některým duchovenstvem ostře odmítán.
Na konci podzimu 1927 se Leningrad stal centrem odporu proti metropolitovi Sergijovi. Tento odpor vedl metropolita Iosif (Petrovych), který se nacházel v Rostově. Tím vzniklo tzv. opoziční hnutí Josefitů. Metropolita Iosif považoval Sergija za uzurpátora církevní, který se směle prosazuje za prvního biskupa ruské církve. K josefitskému hnutí se přidal např. také biskup urazovský a vikář voroněžské eparchie Alexij (Buj) či biskup iževský Viktor (Ostrovidov).
Dne 2. února 1930 vydal papež Pius XI. výzvu k modlitbě za „pronásledovanou ruskou církev“. Ve Velké Británii zorganizoval arcibiskup canterburský Cosmo Gordon Lang mezinárodní a mezikonfesní (za účasti ruských emigrantských duchovních, zejména metropolity Jevlogije (Georgijevského) „modlitbu za trpící ruskou církev“, která se konala 16. března 1930. Proti těmto akcím úřady SSSR zorganizovaly protiopatření.
Do konce roku 1930 bylo až 37 biskupů kteří opustili společenství s metropolitou Sergijem. Zvláštní nespokojenost mezi duchovenstvem a laiky byla způsobena zákazem připomínání exilových biskupů během bohoslužeb a modliteb, místo kterých měli být připomínány úřady.
Dne 19. února 1930 požádal metropolita Sergij úřady o povolení obnovení církevní vydavatelské činnosti a obnovu teologických škol. Patriarchát získal povolení k vydávání Věstníku Moskevského patriarchátu.
Dne 12. dubna 1932 mu bylo Prozatímním Svatým synodem uděleno právo předání kříže při bohoslužbách.
Dne 27. dubna 1934 mu Prozatímní patriarchální Svatý synod udělil právo nosit titul Jeho Blaženost metropolita moskevský a kolomenský a právo nosit dvě panagie. Poprvé jho nový titul zazněl během bohoslužby dne 2. května 1934 v soboru Zjevení Páně v Dorogomilově. Liturgie se zúčastnilo 20 biskupů, 44 kněží a 15 diakonů.
Dne 18. května 1935 se konalo poslední zasedání Prozatímního patriarchálního Svatého synodu, na kterém byl na nátlak úřadů zrušen. Správa synodu byla reorganizována na Oddělení záležitostí Moskevského patriarchátu.
Na podzim roku 1936 obdržel moskevský patriarchát zprávu o (jak se ukázalo mnohem později, lživou) smrti metropolity a patriarchálního locum tenens Petra (Poljanského), který podle zprávy zemřel 11. září 1936 ve vazbě. Dne 27. prosince bylo patriarchátem vydáno rozhodnutí o předání práv a povinností patriarchálního locum tenens na metropolitu Sergije.
Po Velké čistce v letech 1937-1938 zůstali plně aktivními biskupy patriarchátu jen čtyři a to metropolita Sergij, metropolita leningradský Alexij (Simanskij), arcibiskup petrodvorecký Nikolaj (Jaruševič) a arcibiskup dmitrovský Sergij (Voskresenskij). Deset dalších přeživších biskupů bylo v důchodu a působily jako představení některých chrámů. S rozšířením území SSSR dostal metropolita Sergij příležitost sjednotit s moskevským patriarchátem biskupy konstantinopolské, rumunské a polské jurisdikce, kteří se ocitli na území SSSR. Poprvé od roku 1936 byla provedena biskupa svěcení, zároveň se počet biskupů v domorodé části území SSSR snížil. Arcibiskup Nikolaj (Jaruševič) byl poslán na Západní Ukrajinu a arcibiskup Sergij (Voskresenskij) do Baltu.
Když se dozvěděl o začátku Velké vlastenecké války dne 22. června 1941 napsal dopis duchovním a laikům, ve kterém požehnal každému, kdo se rozhodl jít na frontu.
Dne 7. října 1941 když během počáteční fáze bitvy před Moskvou sovětská obrana na vzdálených přístupech k Moskvě byla poražena Wehrmachtem, se Moskevská městská rada rozhodla nabídnout metropolitovi aby dočasně opustil Moskvu. Metropolita Sergij měl odjet do Čkalova (dnešní Orenburg. Odjezd se uskutečnil 14. října večer. Ve vlaku v noci z 15. na 16. října se zdravotní stav metropolity Sergia prudce zhoršil. Při zastávce v Penze byl vyšetřen lékaři. Z Moskvy byl přijat příkaz ke změně trasy: na žádost patriarchálního locum tenens byl vůz místo Čkalova poslán do Uljanovsku.
Dne 5. ledna 1943 poslal telegram Stalinovi o otevření účtu pro církev pro shromažďování darů. Stalin odpověděl kladně.
Do Moskvy se mohl vrátit až 31. srpna 1943. V době, kdy se vrátil do Moskvy, měl episkopát patriarchální církve na plný úvazek (bez okupovaných území) již 18 biskupů.

### Patriarcha
Dne 4. září 1943 jej spolu s metropolity Alexijem (Simanským) a Nikolajem (Jaruševičem) přijal Josif Stalin. Setkání byli přítomni také Vjačeslav Michajlovič Molotov a Georgij Grigorjevič Karpov, boudic předseda Rady pro záležitosti Ruské pravoslavné církve. Metropolité vyjádřili přání aby bylo povoleno konání soboru a volba nového patriarchy. Stalin je ujistil, že vláda SSSR poskytne veškerou možnou pomoc.
Dne 8. září 1943 se konal Archijerejský sobor Ruské pravoslavné církve, který zvolil metropolitu Sergije za nového patriarchu moskevského a celé Rusi. Dne 12. září proběhla v soboru Zjevení Páně v Jelochově slavnostní intronizace.
Dne 27. října 1943 zaslal patriarcha Sergij žádost Georgiju Karpovovi o amnestii pro 25 biskupů a kněze Feofana (Adamenka), který se chtěl vrátit do služby církve. Do té doby zůstal naživu pouze biskup Nikolaj (Mogilevskij), ostatní byli zastřeleni či zemřeli v táborech.
Zemřel 15. května 1944 na intracerebrální krvácení v důsledku aterosklerózy.
Pohřben byl v soboru Zjevení Páně v Jelochově v Moskvě. Náhrobní kámen navrhl akademik a architekt Alexej Ščusev.

## Paměť
- Je vyobrazen na obraze "Rusko odchází" od malíře Pavla Dmitrijeviče Korina.
- Dne 25. září 2007 se v Arzamasu, na náměstí pojmenovaném po patriarchovi Sergiovi, konalo vysvěcení a položení základního kamene pomníku patriarchy moskevského a celé Rusi Sergia.
- Dne 20. května 2015 patriarcha moskevský a celé Rusi Kirill vysvětil stélu v Uljanovsku na památku patriarchy Sergia.
- Dne 13. srpna 2017 v Arzamasu, během oslav 150. výročí narození patriarchy Sergia, patriarcha Kirill uspořádal božskou liturgii a odhalil pomník patriarchy Sergia.

## Ocenění
- Ruské impérium Řád sv. Vladimíra 3. stupně (1902)
- Ruské impérium Řád sv. Vladimíra 2. stupně (1909)
- Ruské impérium Řád sv. Alexandra Něvského (1915)